# 렌츠부르크구
렌츠부르크구(독일어: Lenzburg District)는 스위스 아르가우주에 있는 구로, 주의 중심에 위치한다. 지역 수도는 렌츠부르크이다. 2020년 12월 31일 기준 인구는 65,707명이다.

## 지리
렌츠부르크구는 2009년 현재 102.71k㎡의 면적을 가지고 있다. 이 면적 중 42.6k㎡(41.5%)가 농업 목적으로 사용되는 반면 34.14k㎡ (33.2%)는 산림이다. 나머지 토지 중 20.16k㎡(19.6%)가 정착(건물 또는 도로)되어 있다.

## 인구통계
2020년 12월 기준, 렌츠부르크구의 인구는 65,707명이다. 2009년 6월 현재 전체 인구의 19.7%가 외국인이다.

## 경제
2000년에는 24,407명의 근로자가 이 지역에 거주했다. 이 중 18,072명(주민의 약 74.0%)이 렌츠부르크 지역 외부에서 일했으며 14,959명이 출퇴근했다. 해당 지역에는 총 21,294개의 일자리(주당 최소 6시간)가 있었다.

## 종교
2000년 인구 조사에 따르면, 12,952명(27.9%)이 로마 가톨릭 신자이고 23,937명(51.6%)이 스위스 개혁 교회에 속해 있다. 나머지 인구 중 크리스찬 가톨릭 교회 신자는 45명(전체 인구의 약 0.10%)이었다.

## 교육
2008년 ~ 2009학년도 기준, 학령인구 중 초등학교에 다니는 학생은 3,695명이다, 중학교에 다니는 학생은 1,569명, 고등 교육 또는 대학교에 재학 중인 학생은 971명, 지자체에는 방과 후 취업을 희망하는 학생이 12명이다.

## 지방 자치체
이 구에는 총 20개의 지자체가 있다.
| 문장             | 지자체           | 인구 (31 December 2017) | 면적, km2 |
| ---------------- | ---------------- | ----------------------- | --------- |
| Ammerswil        | Ammerswil        | 679                     | 3.19      |
| Boniswil         | 보니스빌         | 1,398                   | 2.78      |
| Brunegg          | 브루네크         | 809                     | 1.56      |
| Dintikon         | 딘티콘           | 2,192                   | 3.73      |
| Egliswil         | Egliswil         | 1,407                   | 6.29      |
| Fahrwangen       | Fahrwangen       | 2,059                   | 5.00      |
| Hallwil          | Hallwil          | 876                     | 2.18      |
| Hendschiken      | Hendschiken      | 1,227                   | 3.52      |
| Holderbank       | Holderbank       | 1,216                   | 2.32      |
| Hunzenschwil     | Hunzenschwil     | 4,025                   | 3.27      |
| Lenzburg         | 렌츠부르크       | 10,173                  | 11.33     |
| Meisterschwanden | Meisterschwanden | 2,938                   | 6.86      |
| Möriken-Wildegg  | Möriken-Wildegg  | 4,385                   | 6.62      |
| Niederlenz       | Niederlenz       | 4,747                   | 326       |
| Othmarsingen     | Othmarsingen     | 2,784                   | 4.71      |
| Rupperswil       | Rupperswil       | 5,476                   | 6.22      |
| Schafisheim      | Schafisheim      | 3,027                   | 6.33      |
| Seengen          | Seengen          | 3,951                   | 10.35     |
| Seon             | Seon             | 5,227                   | 9.61      |
| Staufen          | Staufen          | 3,233                   | 3.58      |
| 전체             |                  | 61,829                  | 102.75    |